# União Nacional Africana do Zimbabwe - Frente Patriótica
A União Nacional Africana do Zimbabwe – Frente Patriótica (em inglês: Zimbabwe African National Union – Patriotic Front) é um partido político do Zimbabwe, fundado por Robert Mugabe e atualmente liberado por Emmerson Mnangagwa.
Este partido foi formado para participar nas primeiras eleições daquele país recém-independente, pela união da ZANU, uma das organizações que lutaram pela independência e de que Mugabe tinha sido um dos fundadores, com a Frente Patriótica.
O líder do partido por 42 anos, Robert Mugabe, morreu em 6 de setembro de 2019, aos 95 anos.

## Resultados eleitorais

### Eleições presidenciais
| Eleição | Candidato          | 1º Turno  | 1º Turno  | 2º Turno  | 2º Turno  | Resultado |
| Eleição | Candidato          | Votos     | %         | Votos     | %         | Resultado |
| ------- | ------------------ | --------- | --------- | --------- | --------- | --------- |
| 1990    | Robert Mugabe      | 2,026,976 | 83.1 (1º) |           |           | Eleito    |
| 1996    | Robert Mugabe      | 1,404,501 | 92.8 (1º) | Eleito    |           |           |
| 2002    | Robert Mugabe      | 1,685,212 | 56.2 (1º) | Eleito    |           |           |
| 2008    | Robert Mugabe      | 1,079,730 | 43.2 (2º) | 2,150,269 | 85.5 (1º) | Eleito    |
| 2013    | Robert Mugabe      | 2,110,434 | 61.1 (1º) |           |           | Eleito    |
| 2018    | Emmerson Mnangagwa | 2,460,463 | 50.8 (1º) | Eleito    |           |           |

### Eleições legislativas
| Eleição | Votos     | %         | Assentos  | +/- | Status  |
| ------- | --------- | --------- | --------- | --- | ------- |
| 1990    | 1,690,071 | 80.5 (1º) | 117 / 120 |     | Governo |
| 1995    | 1,143,349 | 81.4 (1º) | 118 / 120 | 1   | Governo |
| 2000    | 1,211,284 | 48.6 (1º) | 62 / 120  | 56  | Governo |
| 2005    | 1,569,867 | 59.6 (1º) | 78 / 150  | 16  | Governo |
| 2008    | 1,110,649 | 45.9 (1º) | 99 / 210  | 21  | Governo |
| 2013    | 2,143,804 | 63.1 (1º) | 196 / 210 | 97  | Governo |
| 2018    | 2,477,708 | 52.3 (1º) | 179 / 270 | 17  | Governo |

## Ligação externa
- Site oficial da ZANU-PF